# Henri Robbe

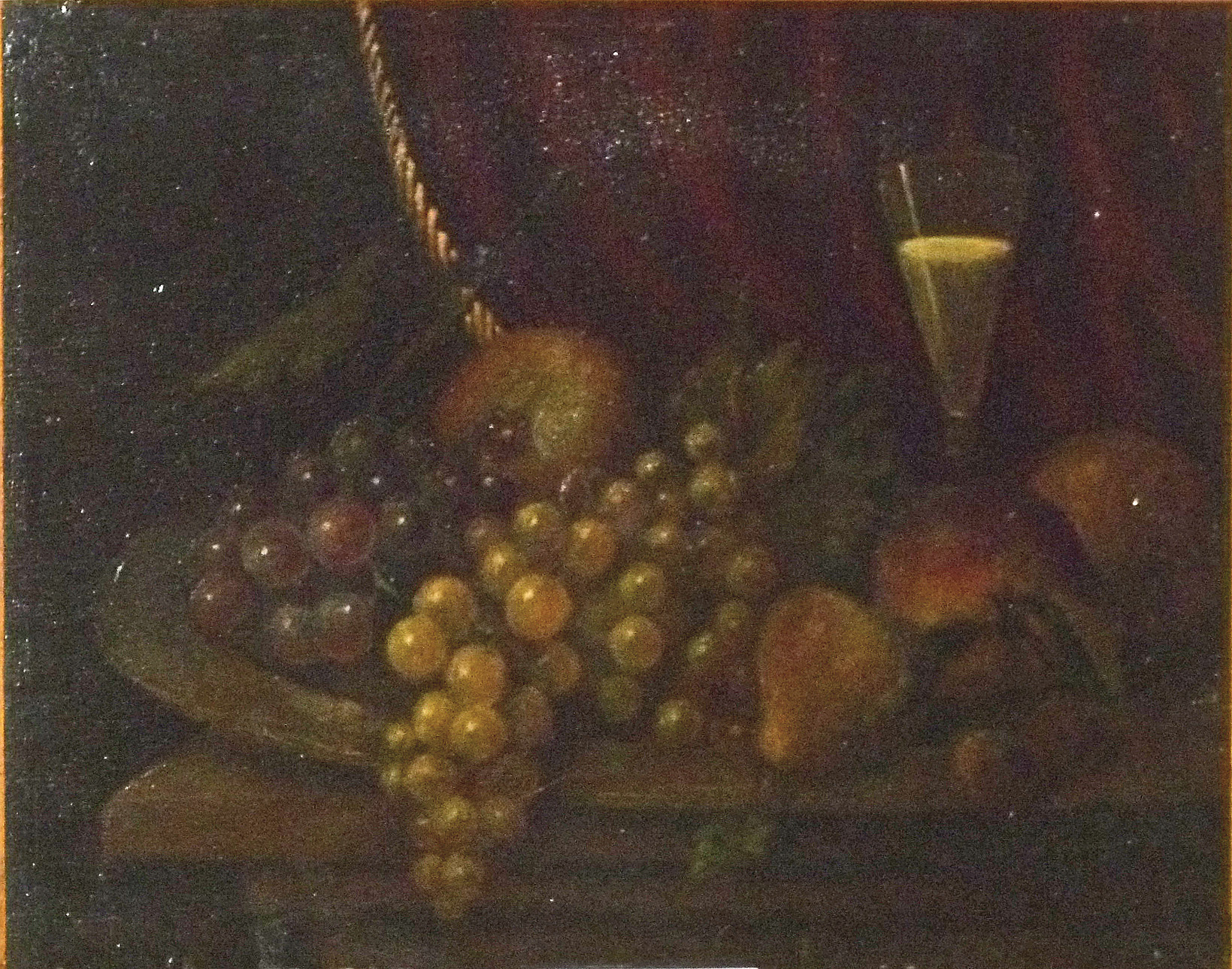
Stilleven met bloemen en fruit

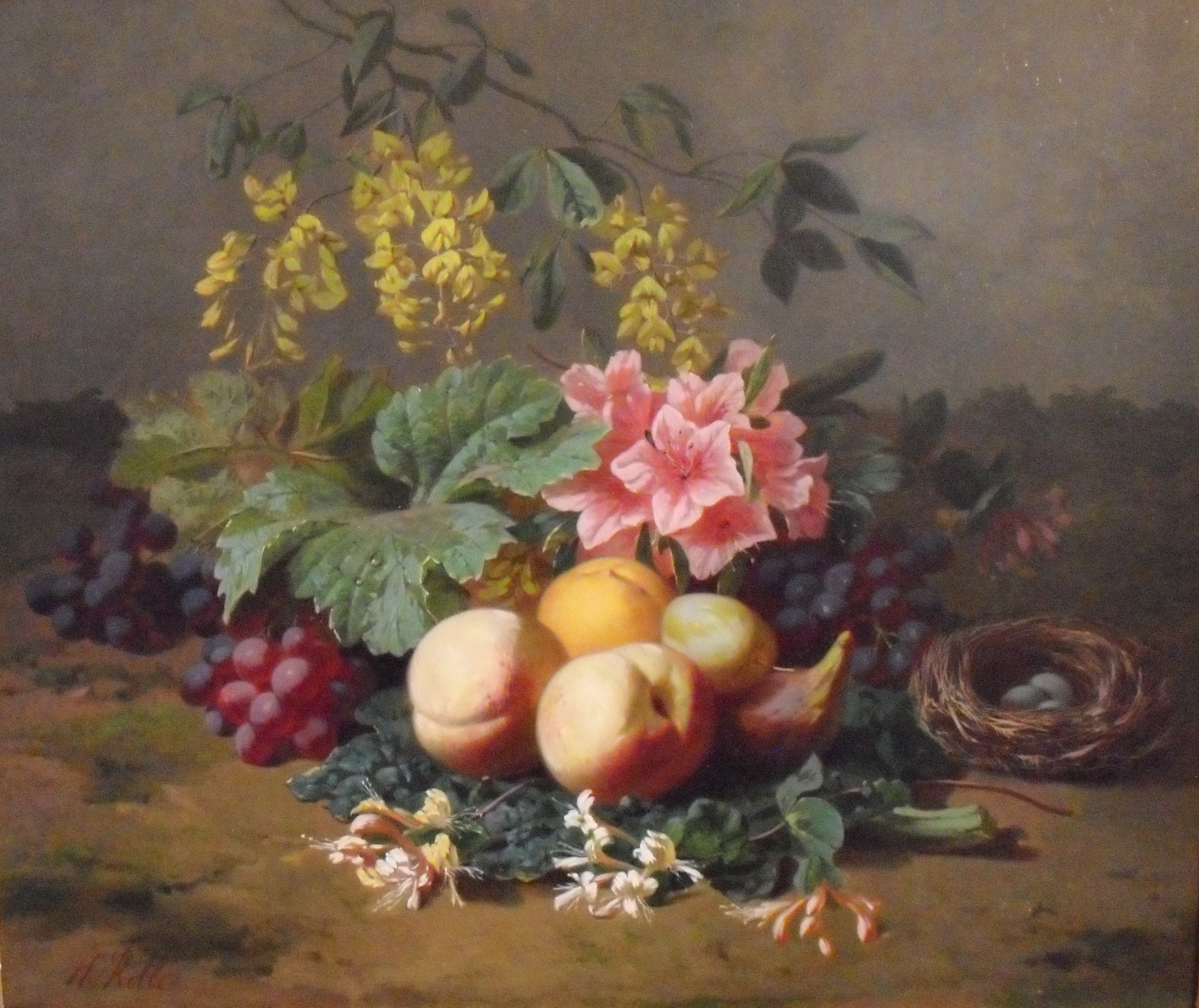
Stilleven met fruit en bloemen

Henri Alexander Robbe (Kortrijk, 16 december 1807 - Brussel, 6 maart 1899) was een Belgisch schilder van romantische stillevens van bloemen en fruit.
Hij was de zoon van Dominique Robbe en Rosalie Ovyn en de jongere broer van dierenschilder Louis Robbe.
Hij kreeg een opleiding tot schilder van zijn oudere broer, maar verkoos eerst een loopbaan als muziekleraar in Parijs. Hij keerde in 1840 terug naar Brussel. Robbe verwierf vlug faam als schilder van stillevens van bloemen (dikwijls een compositie met rozen) en vruchten en behaalde hiermee succes op vele tentoonstellingen.
Zijn schilderijen bevinden zich nog grotendeels in privé-bezit, ook in het buitenland terwijl ook verschillende musea in België en daarbuiten werk van hem bezitten.
- International Standard Name Identifier: 0000 0000 7075 1994
- RKD-Nederlands Instituut voor Kunstgeschiedenis: 67253
- Union List of Artist Names: 500041639
- Virtual International Authority File: 95951613